# Station Choszczno
Station Choszczno is een spoorwegstation in de Poolse plaats Choszczno.